# Podzemelj
Podzemelj je naselje v Občini Metlika, ki je od Metlike oddaljen šest kilometrov.
Podzemelj je kraj, prvič omenjen leta 1279, pod razglednim hribom Kučar (222 m).

## Zgodovina
Hrib Kučar je bil poseljen že v prazgodovinski dobi, o čemer pričajo ostanki nasipov na južnem vrhu hriba. Na severnem vrhu so odkrili poznoantični naselbinski kompleks iz 5.–6.stoletja z dvema cerkvama, krstilnico in več stanovanjskimi zgradbami. Ta poznoantična naselbina je bila v antiki obdana z obzidjem. Kraj je bil poseljen že v halštatski dobi, o čemer pričajo tudi najdbe iz tega obdobja. Po količini najdb kaže, da je bilo na tem kraju eno največjih železnodobnih selišč v širšem južnoalpskem prostoru. Tako so na južnem in severnem pobočju Kučarja odkrili halštatsko topilnico železove rude, na severnem delu pa ostanke kovačnice in več hiš. Svoje mrtve so v tistem času pokopavali v gomile ob vznožju hriba, in sicer blizu današnjih vasi Grm, Zemelj in Škrilje. Nekatera grobišča so štela čez 30 gomil. Te grobove so po večini odkopali že pred prvo svetovno vojno, izkopanine pa so prepeljali v Naravoslovni muzej na Dunaju in Narodni muzej Slovenije v Ljubljani.
V enem od grobov so našli bronast pas z zlatnikom, ki je bil keltska imitacija staterja Aleksandra Velikega. Na njem sta upodobljeni boginji  Nike in Atena. Skovan je bil v prvi polovici  3. stoletja pr. n. št. Ti kovanci so izredno redki. 
Kraj je bil poseljen tudi v rimskem obdobju, saj so v kraju našli tudi rimski nagrobnik, posvečen bogu Silvanu. 
Kasneje je kraj sicer izgubil pomen, vendar obstajajo materialni dokazi, da je bil poseljen tudi v srednjem veku, saj je Janez Vajkard Valvasor kasneje opisal cerkev sv. Martina, po kateri se je imenoval tudi kraj, ki se je v tistem času imenoval Sv. Martin. Cerkev naj bi v kraju stala že pred letom 1228, kdaj je bila zgrajena pa ni podatkov. Tudi o tem, kdaj se je kraj preimenoval v Pozemelj, ni podatkov, verjeto pa je, da je ime povezano z bližnjo vasjo Zemelj, ki leži nekoliko višje naprej.
Leta 1523 je imela vas osem kmetij in je spadala pod gradaško gospostvo. 
Danes je vas obrobnega pomena, cerkev sv. Martina pa ima baročno podobo. Cerkev je osrednji del vasi, mimo nje pa vodi cesta proti vrhu Kučarja, na katerem se danes širijo vinogradi s tipičnimi belokranjskimi zidanicami. Hrib je danes spomeniško zaščiten, na vrhu pa so ostanki cerkvice iz 4. stoletja.

## Pomembnejši objekti
V bližini je športno letališče, kamp in kopališče. V vasi je tudi nova osnovna šola, ki so jo zgradili leta 2003, potem ko je stara šola julija 2002 pogorela.